# 大西多摩恵
大西 多摩恵（おおにし たまえ、1954年7月13日 - ）は、日本の女優、声優。東京都出身。

## 来歴
無名塾に1期生として入塾し、2000年の退塾まで23年間在籍。
その後、スターダス・21に所属し、現在はエンパシィ所属。

## 出演

### テレビドラマ
- 相棒 Season10 第9話「あすなろの唄」（2011年） - 武井久美子 役
- 浅見光彦シリーズ
- 医療少年院物語
- 大河ドラマ（NHK）
  - 風と雲と虹と - 民人、若い女
  - 龍馬伝（2010年） - 重野貞（お龍の母） 役
  - 八重の桜（2013年） - 綾絵 役
- 風の行方
- 火曜サスペンス劇場「京都殺人街道」
- 飢餓海峡
- 金曜エンタテインメント「ナースな探偵1」（1997年） - 大牟田ノリコ 役
- 金曜プレステージ「所轄刑事6」（2011年） - 水島節子 役
- 月曜・女のサスペンス「洞爺湖殺人事件」
- コスメの魔法 Season1（2004年） - 佐伯道子 役
- ザ・ハングマン
- 女と愛とミステリー 十年〜妻が夫を裏切った日!（2004年1月28日放映）
- 少年たち3
- 新・風のロンド - 有沢美佐子 役
- 水曜ミステリー9 「最強の法廷 裁判官桜子と10人の評決」 - 堀内悦子 役
- 東京地検特捜部・教授検事
- 土曜ワイド劇場
  - 「松本清張作家活動40年記念・霧の旗」
  - 「鉄道捜査官3」（2003年） - 篠崎菊江 役
  - 「森村誠一の終着駅シリーズ」
    - 「3・死刑台の舞踏・華やかな結婚式に殺人の祝福が…盗み撮りされた美しい獲物!」（1992年11月7日） - ブティックオーナー
    - 「第18作」（2005年） - クラブ「香織」ママ 役

  - 「私を抱いて!レインボーブリッジに佇む女」 - 正木由起子 役
- どんまい!（2005年） - 今井美佐子 役
- 夏色の天使 - 堀江朋子 役
- はぐれ刑事純情派 第7シリーズ（1994年） - 宮田幸子 役
- 花のいのち
- 麻衣ちゃん、やさしさをありがとう
- 茂七の事件簿 新ふしぎ草紙
- 破れ新九郎 第21話「殺しの報酬は殺し」（1979年、テレビ朝日） - おみよ 役
- リング〜最終章〜
- 松本清張 黒い福音〜国際線スチュワーデス殺人事件〜
- おかえりモネ（2021年） - 小倉光子 役
- 混声の森（2022年）
- オクトー 〜感情捜査官 心野朱梨〜（2022年） - 川瀬佐和子 役
- プリズム（2022年） - 木村美枝 役
- しあわせは食べて寝て待て（2025年） - 佐久間さん 役

### 映画
- 熱海殺人事件
- さくら
- 翔べ明日へ
- 母のいる場所

### 舞台
- 兄帰る（二兎社）
- 萩家の三姉妹（二兎社）
- 日暮れ町風土記（二兎社）
- エキスポ(加藤健一事務所）
- 鬼灯町鬼灯通り三丁目（トムプロジェクト）
- 木の皿〜The Wooden Dish〜（加藤健一事務所）
- 君恋し
- 肝っ玉おっ母と子供たち（無名塾)
- 金閣寺（パルコ）
- こんにちは、母さん　（新国立劇場）
- サロメの純情　（地人会)
- シラノ・ド・ベルジュラック
- 頭痛肩こり樋口一葉（こまつ座)
- ソルネス
- 時の物置（二兎社）
- ドレッサー（渡辺哲・小宮孝泰プロデュース）
- 恥ずかしながら グッドバイ
- 発進、オーライ!（劇団ハートランド）
- パパのデモクラシー（二兎社）
- ハロルドとモード
- 百枚目の写真 〜一銭五厘たちの横丁（トムプロジェクト）
- ペラペラゲーム（劇団ハートランド）
- 僕の東京日記（二兎社）
- 無頼の女房（道学先生公演 劇団東京ヴォードヴィルショー公演）
- リチャード3世（無名塾）
- リンゴ リンゴ リンゴ（道学先生）
- 血の婚礼（2022年）[3]
- 寿歌二曲（理性的な変人たち）[4]
- りぼん[5]
- また本日も休診〜山医者のうた〜[6]

### 特撮
- 未来戦隊タイムレンジャー - 浅見奈美江

### テレビアニメ
- 名探偵コナン（2001年、日下淑子）
- ねずみの恩がえし（2004年、エリゼ〈ねずみの女王〉）

### 吹き替え

#### 映画（吹き替え）
- 美しい人 - ルース〈シシー・スペイセク〉
- クロワッサンで朝食を - アンヌ〈ライネ・マギ〉
- ゴースト・イン・ザ・シェル - ハイリ〈桃井かおり〉
- デイライト
- タワーリング・インフェルノ - リゾレット・ミュラー〈ジェニファー・ジョーンズ〉※BSジャパン版
- 翼をください
- Dr.Tと女たち - ケイト
- トラップ - グラント〈ヘイリー・ミルズ〉[7]
- 運び屋 - メアリー〈ダイアン・ウィースト〉※BSテレ東版[8]
- バッド・ママのクリスマス - アイシス
- マーサの幸せレシピ - フリーダ
- マイレージ、マイライフ - カーラ・ビンガム
- みなさん、さようなら - ルイーズ
- ライフ・イズ・ビューティフル
- 恋愛睡眠のすすめ - クリスチーヌ

#### ドラマ
- アラン・ドロンの刑事物語
- アリー my Love5
- ER Ⅸ 緊急救命室 #17 - ジョアンナ
- ER Ⅹ 緊急救命室 #10 - ミッシェル〈サンドラ・ネルソン〉
- ER ⅩⅡ 緊急救命室 - エベリン・プラット〈ティナ・リフォード〉
- ER ⅩⅢ 緊急救命室 #12 - マーニー・ウィルコックス〈ミシェル・アザール〉
- ER ⅩⅤ 緊急救命室 #14 - ドナ〈シルヴァ・ケレギアン〉
- イカゲーム - ギフンの母〈キム・ヨンオク〉
- エイリアス - アリアナ・ケイン
- エグザイル 戦慄の絆 - ウェンディ・スミス
- 宮廷女官チャングムの誓い
- 騎馬警官 - サッチャー
- クリミナル・マインド 国際捜査班 - カミーユ
- クレイジー・エックス・ガールフレンド - アコピアン医師
- 刑事ジョー パリ犯罪捜査班
- 高慢と偏見
- サード・ウォッチ NY事件ファイル シーズン4、5
- サンダーストーン 未来を救え!
- CSI:科学捜査班 - ジョアンナ
- シカゴ・メッド - ヘレン
- シャクルトン 南極海漂流からの生還
- 新・刑事コロンボ 復讐を抱いて眠れ - リズ・ヒューストン〈サリー・ケラーマン〉※日本テレビ版
- スーパーナチュラル - ミルドレッド、ゲイル
- ダイノトピア 謎の恐竜王国※テレビ朝日版
- ダメージ - パティ・ヒューズ〈グレン・クローズ〉
- デスパレートな妻たち - ニーナ・フレッチャー、ロベルタ
- バーナビー警部
- BULL / ブル 法廷を操る男 - 裁判官
- ベートーベン・ウィルス - チョン・ヒヨン
- 紅はこべ2
- マーダーズ・イン・ビルディング - バニー〈ジェイン・ハウディシェル〉[9]
- ミステリー・グースバンプス - ニラ・ラマド
- ミス・マープル3 無実はさいなむ - グエンダ
- ミディアム7 最終章 - トランブル先生
- ミルドレッド・ピアース 幸せの代償 - ルーシー・ゲスラー〈メリッサ・レオ〉
- 名探偵ポワロ オリエント急行の殺人 - ハバード夫人
- リベンジ - リアン・ノウルズ判事
- ロズウェル - 星の恋人たち - メイス・ウィーラー